# Teorema di Helly
In matematica, con teorema di Helly ci si riferisce a più teoremi dovuti a Eduard Helly. Due di essi riguardano l'analisi funzionale e il passaggio al limite sotto il segno di integrale di Stieltjes. Questi due risultati affermano insieme che una successione di funzioni che sia, localmente, a variazione totale limitata e uniformemente limitata in un punto, ammette una sottosuccessione convergente.
In altre parole, si ha un teorema di compattezza per lo spazio delle funzioni a variazione limitata {\displaystyle BV_{loc}}.

## Primo teorema di Helly
Sia data una successione {\displaystyle \{f_{n}\}_{n\geq 1}} di funzioni a variazione limitata su un intervallo {\displaystyle [a,b]}, convergenti puntualmente a una funzione {\displaystyle f} e tali che le variazioni totali siano uniformemente limitate, ossia esiste {\displaystyle C\geq 0} tale che:
{\displaystyle \sup _{n\geq 1}V_{a}^{b}[f_{n}]\leq C}
Allora la funzione limite {\displaystyle f} è a sua volta a variazione limitata, e, per ogni funzione continua {\displaystyle g} si verifica:
{\displaystyle \lim _{n\to \infty }\int _{a}^{b}g(x)\,df_{n}(x)=\int _{a}^{b}g(x)\,df(x)}

## Secondo teorema di Helly
Da ogni insieme infinito {\displaystyle M} di funzioni date su un intervallo chiuso e limitato {\displaystyle [a,b]}, uniformemente limitato nello spazio delle funzioni continue a variazione limitata, si può ricavare una sottosuccessione convergente in ogni punto dell'intervallo {\displaystyle [a,b]}.

## Generalizzazioni
Esistono diverse generalizzazione e varianti del teorema di Helly. Il seguente risultato, valido per funzioni a variazione limitata ambientate in spazi di Banach, si deve a Viorel Barbu e Teodor Precupanu.
Sia {\displaystyle X} uno spazio di Hilbert riflessivo e separabile, e sia {\displaystyle E} un sottoinsieme convesso di {\displaystyle X}. Detta {\displaystyle \Delta :X\to [0,\infty )} una funzione omogenea di grado uno definita positiva, si supponga che {\displaystyle z_{n}} è una successione uniformemente limitata in {\displaystyle BV([0,T];X)} con {\displaystyle z_{n}(t)\in E} per ogni {\displaystyle n\in \mathbb {N} } e {\displaystyle t\in [0,T]}. Allora esiste una sottosuccessione {\displaystyle z_{n_{k}}} e una coppia di funzioni {\displaystyle \delta ,z\in BV([0,T];X)} tali che:
{\displaystyle \int _{[0,t)}\Delta (\mathrm {d} z_{n_{k}})\to \delta (t)\qquad z_{n_{k}}(t)\rightharpoonup z(t)\in E}
per ogni {\displaystyle t\in [0,T]}, e:
{\displaystyle \int _{[s,t)}\Delta (\mathrm {d} z)\leq \delta (t)-\delta (s)}
per ogni {\displaystyle 0\leq s<t\leq T}.